# Elaeognatha
Elaeognatha is een geslacht van vlinders van de familie visstaartjes (Nolidae), uit de onderfamilie Risobinae.

## Soorten
- E. argentea Schaus, 1910
- E. argyritis Hampson, 1905
- E. argyroleuca Hampson, 1912
- E. cacaonis Druce, 1910
- E. melanosticta Druce, 1910
- E. nitescens Druce, 1910
- E. phaeostrota Hampson, 1905
- E. phanerostola Hampson, 1918
- E. purpurascens Druce, 1910
- E. troctopera Schaus, 1910